# Merlin Olsen
Merlin Jay Olsen (* 15. September 1940 in Logan, Utah; † 11. März 2010 in Los Angeles, Kalifornien) war ein US-amerikanischer American-Football-Spieler und Schauspieler.
Olsen wurde bereits mit 21 Jahren zum Sportler des Jahres gewählt und war die Leitfigur der Los Angeles Rams in jener Zeit. Fünfzehn Jahre lang (1962–1976) spielte er in der National Football League (NFL). Mit 14 Teilnahmen am Pro Bowl hielt er zusammen mit Bruce Matthews lange Zeit den Rekord, bevor dieser von Tom Brady  übertroffen wurde. Olsen ist Mitglied in der College Football Hall of Fame, in der Pro Football Hall of Fame und im National Football League 75th Anniversary All-Time Team und erhielt 1974 den Bert Bell Award. Die Zeitschrift „The Sporting News“ wählte ihn zu einem der besten 100 Footballspieler aller Zeiten.
Der Regisseur Andrew V. McLaglen prophezeite Olsen jedoch eine erfolgreiche Schauspielkarriere und gab ihm eine Rolle in dem Film Die Unbesiegten (1969). Olsen spielte darin neben Filmgrößen wie John Wayne und Rock Hudson. Bis 1975 hatte er drei weitere Rollen im Fernsehen; seine letzte Kinorolle übernahm er 1975 in McLaglens Mitchell.
Im Alter von 36 Jahren beendete Olsen seine Footballkarriere und wurde kurz darauf vom Sender NBC als Sportmoderator und Darsteller in den Serien des US-Senders angestellt. Während seiner Arbeit im Fernsehen lernte er Michael Landon kennen, der ihn im Jahr 1977 für seine Serie Unsere kleine Farm verpflichtete. Darin spielte er über die nächsten vier Jahre in über 50 Folgen die Rolle des Farmers Jonathan Garvey. Im Anschluss spielte er die Hauptrolle in der von Landon entworfenen Westernserie Vater Murphy, die von 1981 bis 1983 lief. Seine letzten Rollen im Fernsehen hatte Olsen in den Fernsehserien Fathers and Sons (1986) und Aaron’s Way (1988), die allerdings mangels Erfolg schon nach jeweils kurzer Zeit eingestellt wurden. Zuletzt engagierte er sich mit seiner Frau Susan für karitative Zwecke und nahm Aufgaben als Showmaster wahr.
Bei Merlin Olsen wurde 2009 Mesotheliom diagnostiziert, eine Krebsart, die durch Asbest ausgelöst wird. Im Dezember 2009 reichte er eine Klage gegen die NBC Studios, NBC Universal und 20th Century Fox ein wegen angeblicher Schuld an der Krebserkrankung, die er sich bei einem Film zugezogen haben soll. Am 11. März 2010 starb Merlin Olsen im City of Hope National Medical Center in Duarte, Kalifornien. Er ist auf dem San Gabriel Cemetery in San Gabriel beerdigt.

## Filmografie
- 1969: Die Unbesiegten (The Undefeated)
- 1970: Petticoat Junction (Fernsehserie, Folge 7x17)
- 1971: Heißes Gold aus Calador (One More Train to Rob)
- 1971: El Capitano (Something Big)
- 1973: Kung Fu (Fernsehserie, Folge 1x07 Caine und die tote Katze)
- 1974: Polizeiarzt Simon Lark (Dr. Simon Locke, Fernsehserie, Folge 4x10)
- 1975: Mitchell
- 1977–1981: Unsere kleine Farm (Little House on the Prairie, Fernsehserie, 51 Folgen)
- 1978: Feuer aus dem All (A Fire in the Sky, Fernsehfilm)
- 1980: Goldene Träume (The Golden Moment: An Olympic Love Story, Fernsehfilm)
- 1980: CHiPs (Fernsehserie, Folge 4x06 Unter dem Felsen – Teil 2)
- 1981: Walking Tall (Fernsehserie, Folge 1x04)
- 1981–1983: Vater Murphy (Father Murphy, Fernsehserie, 34 Folgen)
- 1982: The Juggler of Notre Dame (Juggler of Notre Dame, Fernsehfilm)
- 1984: Die Bombe tickt (Time Bomb, Fernsehfilm)
- 1984: The American Frontier (Fernsehfilm)
- 1986: Fathers and Sons (Fernsehserie, 4 Folgen)
- 1988: Aaron’s Way (Fernsehserie, 14 Folgen)
- 1988: Aaron’s Way: The Harvest (Fernsehfilm)